# Dundee United FC
Dundee United F.C. este un club de fotbal din Dundee, Scoția fondat în anul 1909, care evoluează în Scottish Premiership.